# António M Cabrita
António M Cabrita  (Barreiro, 22 de Outubro de 1982) é um artista, coreógrafo e bailarino português. Mantém desde 2011 uma colaboração artística com a coreógrafa e bailarina São Castro, com quem recebeu como dupla o Prémio Autores de melhor coreografia em 2015. Desde janeiro de 2017 a dezembro de 2021, António M Cabrita foi, juntamente com São Castro, diretor artístico da Companhia Paulo Ribeiro, companhia residente no Teatro Viriato em Viseu. É neto do fotógrafo, e cineasta Augusto Cabrita.Fundou em Março de 2019 a PLAY FALSE, associação cultural.

## Biografia
António M Cabrita nasceu a 22 de Outubro de 1982, em Lisboa tendo sido o registo efectuado no Barreiro.  
iníciou os seus estudos em dança na Escola de Dança do Conservatório Nacional em 1992, tendo após terminado o curso no ano 2000 rumado à cidade de Nova Iorque onde lhe foi atribuída uma bolsa de estudo para estudar no Joffrey Ballet School. Na mesma cidade fez formação em cinema na New York film Academy. De regresso a Portugal frequentou o primeiro ano do curso de Sociologia no ISCTE, tendo optado por paralelamente tirar o curso de Criatividade Publicitária na Restart em Lisboa. Após algum tempo afastado da dança como bailarino ingressou na Escola Superior de Dança, pela qual é diplomado (2008). 
Como bailarino trabalhou com Rui Horta, Né Barros, Silke Z., António Tavares, Tânia Carvalho, Ana Rita Barata, Pedro Ramos, Felix Lozano, Paulo Ribeiro e Luís Marrafa, entre outros. Foi protagonista como actor na curta metragem “Dido e Eneias “ de Filipe Martins produzida pelo Balleteatro. Entre 2007 e 2015 foi artista residente na companhia alemã SilkeZ./Resistdance, onde destaca a peça "Private Spaces" que ganhou o prémio de Dança de Colónia em 2008. António M Cabrita iniciou-se na coreografia, em 2009, com a criação do projeto "To Fail". Em 2014, foi nomeado como coautor da peça "Abstand" do coreógrafo Luís Marrafa para o "Prémio Autores" da Sociedade Portuguesa de Autores, na categoria "Melhor Coreografia". 
Entre 2011 e 2016, desenvolveu em colaboração com a coreógrafa e bailarina São Castro o projeto |acsc|. Em 2015, os dois coreógrafos foram distinguidos com o "Prémio Autores" da Sociedade Portuguesa de Autores na categoria "Melhor Coreografia" com a peça "Play False" e nomeados, em 2016 e 2017 com as peças "Tábua Rasa" e "Turbulência", ambas em cocriação com Henriett Ventura e Xavier Carmo, numa coprodução entre a Companhia Nacional de Bailado e a Vo’Arte. A peça intitulada "Rule of Thirds", estreada em abril 2016, foi considerada pelo jornal "Público" como um dos "Melhores Espetáculos de Dança" deste ano. Foi distinguido pelo Instituto Politécnico de Lisboa com a "Medalha de Prata de Valor e Distinção" (2016). Em 2017, a convite de Luísa Taveira, António M Cabrita e São Castro criaram "Dido e Eneias" para a Companhia Nacional de Bailado. 
Desde janeiro de 2017 a dezembro de 2021, António M Cabrita foi, juntamente com São Castro, diretor artístico da Companhia Paulo Ribeiro 
Criou com São Castro nos últimos anos as peças, "Um Solo para a Sociedade", que estreou em junho de 2017, em 2018, estrearam "Box 2.0 – Instalação Holográfica", em 2019, além da colaboração em "Todos, Alguém, Qualquer Um, Ninguém", de Luiz Antunes; estrearam em setembro "LAST", peça para 5 bailarinos com música ao vivo pelo Quarteto de Cordas de Matosinhos, tendo sido também no mesmo ano convidados, pelo Théâtre de la Mezzanine (França) a assumir a direção coreográfica da ópera "Orphée et Eurydice" com encenação de Dennis Chabroullet. 
Em Novembro de 2020 estreia "Sinais de Pausa", peça criada e interpretada pelo e próprio e São Castro, inspirada no universo de literário de José Saramago. 
Coreografou em 2021, juntamente com São Castro, a peça “5280 Pés” para a Companhia de Dança Jovem de Ílhavo. 
Fundou em Março de 2019 a PLAY FALSE | associação cultural, da qual é atualmente presidente.
Encontra-se neste momento a frequentar o Mestrado em Criação Artística e Práticas Profissionais na Escola Superior de Dança, Instituto Politécnico de Lisboa. É simultaneamente investigador artístico na área da dança, da qual destaca a publicação do artigo “ Esboço para uma investigação artística a partir da memória do corpo” em 2022 na Revista de Investigação Artística, Criação e Tecnologia RIACT nº5.

## Distinções
- 2008 - Prémio Melhor Coreografia Kolner Tanz und Theaterpreis de Colónia com a peça "Private Spaces" de Silke Z.
- 2014 - Nomeação como co-autor, Prémio autores melhor coreografia, peça "Abstand" de Luis Marrafa
- 2015 - Prémio Autores 2015, Melhor Coreografia, atribuído pela Sociedade Portuguesa de Autores a "Play False".
- 2016 - Nomeação como co-autor, Prémio autores melhor coreografia, peça Tábua Rasa.
- 2017 - Nomeação como co-autor, Prémio autores melhor coreografia, peça Turbulência.
- 2016 - Medalha de Prata de Valor e Mérito pelo Instituto Politécnico de Lisboa
- 2020 - Vencedor na categoría de videos-dança, "Invisible Shadows" do Inshadow Festival com o filme "LAST at home"
- 2021 - Vencedor com o video-dança "LAST at home" do premio de Melhor Coreografia no New York International Film Awards ( February 2021)

## Obra

### Peças
Sinais de Pausa | coreografia de São Castro e António M Cabrita | Companhia Paulo Ribeiro
LAST at home | Video-Dança de São Castro e António M Cabrita | Companhia Paulo Ribeiro
LAST | 2019 | coreografia de São Castro e António M Cabrita | Companhia Paulo Ribeiro
BOX 2.0 | instalação holográfica | de São Castro e António M Cabrita | Companhia Paulo Ribeiro
Um Solo para a Sociedade | 2017 | coreografia de São Castro e António M Cabrita | Companhia Paulo Ribeiro
Dido e Eneias | 2017 | coreografia de São Castro e António M Cabrita | Companhia Nacional de Bailado
Contos do Abstrato | 2017 | coreografia de São Castro e António M Cabrita | Companhia Nacional de Bailado
Turbulência | 2016 | coreografia de António M Cabrita, Henriett Ventura, São Castro e Xavier Carmo | Companhia Nacional de Bailado
Rule of Thirds | 2016 | coreografia de São Castro e António M Cabrita | Companhia Nacional de Bailado
Tábua Rasa | 2015 | coreografia de António M Cabrita, Henriett Ventura, São Castro e Xavier Carmo | Companhia Nacional de Bailado
Play False | 2014 | coreografia de São Castro e António M Cabrita
Wasteland | 2012 | coreografia de São Castro e António M Cabrita
Box – Instalação Holográfica | 2013 | de São Castro e António M Cabrita
Abstand | 2013 | coreografia de Luís Marrafa e António M Cabrita
To Fail | 2009 | coreografia de António M Cabrita